# Mathematical Physics, Analysis and Geometry
Mathematical Physics, Analysis and Geometry is een internationaal, aan collegiale toetsing onderworpen wetenschappelijk tijdschrift op het gebied van de
toegepaste wiskunde en
mathematische fysica.
De naam wordt in literatuurverwijzingen meestal afgekort tot Math. Phys. Anal. Geom.
Het wordt uitgegeven door Springer Science+Business Media en verschijnt vier keer per jaar.